# Nelly Meruane
Nelly Lucinda Consuelo Meruane Solano (Toltén, Araucanía, 20 de diciembre de 1927-Providencia, Santiago, 20 de junio de 2018) fue una actriz chilena, de ascendencia palestina.
Durante dos décadas perteneció al reparto estable del Teatro Ensayo de la Pontificia Universidad Católica de Chile. En 2006 recibió el Premio Municipal de Artes Escénicas de Santiago.
Meruane ha sido reconocida por sus papeles principales en la serie Juani en sociedad (1967), la telenovela La madrastra (1981) y la obra Mama Rosa (1982).

## Biografía
Nació en Toltén el 20 de diciembre de 1927. Hija de Alberto Meruane Sajmud, comerciante de origen palestino, y Berta Solano Hernández, profesora de primaria. Tuvo siete hermanos. Su sobrino es el comediante Ricardo Meruane, y su sobrina nieta es la escritora Lina Meruane. 
Creció en San Felipe y luego se trasladó a Santiago de Chile. Desde muy pequeña, Nelly Meruane mostró un fuerte interés por las artes escénicas; sin embargo, la drástica oposición paterna la hizo buscar otro camino, estudiar pedagogía en castellano, pero sus impulsos fueron mayores, estudiando teatro y pedagogía de forma paralela. Ejerció como profesora de castellano y filosofía.
Al comenzar sus estudios en el Instituto Pedagógico de la Universidad de Chile, ingresó al Centro de Arte Dramático del mismo (CADIP), formando elenco de varias obras. Posteriormente, ingresó a la carrera de teatro en la Academia de Arte Dramático Teatro Ensayo de la Pontificia Universidad Católica de Chile, egresando en 1954.

## Carrera artística
Debutó profesionalmente en 1952 en la obra El tiempo y los Conway de J.B. Priestley en el Teatro Municipal de Santiago, siendo alumna del primer año de la Academia de Teatro. 
Entre 1953 y 1973 fue parte del reparto estable del Teatro Ensayo, al lado de figuras generacionales como Héctor Noguera, Anita Klesky, Violeta Vidaurre, Paz Yrarrázaval, Silvia Santelices y Ramón Núñez, y de la primera actriz Ana González. Meruane pasó merecidamente de reemplazante a primera figura teatral. 
En 1960 estrenó La pérgola de las flores, de la escritora Isidora Aguirre, donde reemplazó a la actriz Ana González en el papel de Rosaura. En los siguientes años, popularizó el papel de "La Cotocó" en la serie Juani en Sociedad que protagonizó junto a la actriz Silvia Piñeiro. 
Tras el Golpe de Estado en Chile, y posterior dictadura militar, a comienzos de 1974, Meruane junto a su marido, Juan Carlos Bistoto, migraron a Venezuela, logrando allá una reconocida carrera en teatro y televisión. En 1977 actuó en la película El pez que fuma, dirigida por el dramaturgo Román Chalbaud. 
Regresó a Chile en 1980; ese mismo año interpretó a "Dora" en la exitosa teleserie La madrastra de Arturo Moya Grau. En 1982 protagonizó una de las obras más importantes del teatro chileno Mama Rosa, de Fernando Debesa. Esta actuación la consagró como actriz, en una de sus mejores interpretaciones.
En 2018 recibió un homenaje póstumo por el Sindicato de Actores de Chile a su trayectoria.

## Vida personal
Contrajo matrimonio con el director argentino Juan Carlos Bistoto el 27 de septiembre de 1969 en la Iglesia de Los Dominicos, luego de cuarenta y cinco días de haberse conocido mediante el actor Emilio Gaete. La pareja no tuvo hijos. El matrimonio Bistoto-Meruane era cercano a los actores Emilio Gaete, Silvia Piñeiro y Carmen Barros.
En 2009 Nelly Meruane tuvo un accidente en pleno rodaje de la sitcom Aquí no hay quien viva de Roos Film. Su papel fue reemplazado por otro, que finalmente interpretó la actriz Violeta Vidaurre. En 2016 Nelly Meruane y Juan Carlos Bistoto tuvieron un accidente automovilístico en el Túnel Chacabuco de la Autopista Los Libertadores, cuando regresaban desde Valparaíso hacia Santiago, en que la dejó durante quince días internada en una clínica, que deterioró su físico pero continuó ejerciendo su labor de actriz bajo analgésico hasta su deceso.

## Muerte
Nelly Meruane murió en su residencia de Providencia el 20 de junio de 2018 por complicaciones de una neumonía. Un mes antes de su deceso, la actriz se encontraba grabado escenas de Gemelas, telenovela que la traía de regreso a la televisión.
Fue velada el 21 de junio de 2018 en la Iglesia de la Divina Providencia, donde recibió la compañía de sus familiares, amigos y círculo artístico más cercano, y su cuerpo fue sepultado en el Cementerio General de Santiago. Tras su muerte, la Cámara de Diputadas y Diputados de Chile rindió un minuto de silencio en memoria de la actriz.

## Filmografía

### Cine
- El cuerpo y la sangre de R. Sánchez
- Angelito de L. Cornejo
- El pez que fuma de Román Chalbaud (Venezuela)
- Fuga de Pablo Larraín
- Viejos amores (2016)

### Telenovelas
| Año  | Título                   | Papel            | Cadena      |
| ---- | ------------------------ | ---------------- | ----------- |
| 1981 | La madrastra             | Dora San Lucas   | Canal 13    |
| 1982 | Alguien por quien vivir  | Ester Elizalde   | Canal 13    |
| 1983 | Las herederas            | Kiki Ordóñez     | Canal 13    |
| 1985 | Matrimonio de papel      | Natalia López    | Canal 13    |
| 1986 | Ángel malo               | Marilú Alemparte | Canal 13    |
| 1987 | La invitación            | Julieta Vantini  | Canal 13    |
| 1988 | Semidiós                 | Elsa Arriagada   | Canal 13    |
| 1988 | Matilde dedos verdes     | Ema Riquelme     | Canal 13    |
| 1989 | Bravo                    | Eugenia          | Canal 13    |
| 1990 | ¿Te conté?               | Hilda Bizcardi   | Canal 13    |
| 1991 | Villa Nápoli             | Ester            | Canal 13    |
| 1992 | Fácil de amar            | Berta Alzárraga  | Canal 13    |
| 1993 | Marrón glacé             | Aída             | Canal 13    |
| 1994 | Champaña                 | Inés Molina      | Canal 13    |
| 1994 | Top secret               | Nora Amenábar    | Canal 13    |
| 1996 | Marrón glacé, el regreso | Aída             | Canal 13    |
| 1997 | Playa salvaje            | Silvia O'Reilly  | Canal 13    |
| 1999 | Fuera de control         | Lavinia Loyola   | Canal 13    |
| 2000 | Corazón pirata           | Flora Salas      | Canal 13    |
| 2001 | Piel canela              | América          | Canal 13    |
| 2003 | Machos                   | Mirna Robles     | Canal 13    |
| 2004 | Hippie                   | Blanca Donoso    | Canal 13    |
| 2008 | Mala conducta            | Rosa Miranda     | Chilevisión |
| 2014 | Chipe libre              | Agustina Felmann | Canal 13    |
| 2018 | Gemelas                  | Ana Saavedra     | Chilevisión |

### Series y unitarios
| Año       | Título                       | Papel              | Cadena      |
| --------- | ---------------------------- | ------------------ | ----------- |
| 1967-1972 | Juani en Sociedad            | Cotocó Pereira     | Canal 13    |
| 1982      | Una familia feliz            | Marisa Altamira    | Canal 13    |
| 1995      | Amor a domicilio, la comedia | Auristela Larraín  | Canal 13    |
| 1995      | Juani en Sociedad            | Cotocó Pereira     | La Red      |
| 2002-2006 | La vida es una lotería       | Margarita / Milena | TVN         |
| 2004      | El cuento del tío            | Angelina Gajardo   | TVN         |
| 2004      | Xfea2                        | Lídia              | Mega        |
| 2005-2006 | La Nany                      | Eliana Cárdenas    | Mega        |
| 2006      | Tiempo final: en tiempo real | Vecina             | TVN         |
| 2007      | Vecinos al 3 y al 4          | Elena              | Canal 13    |
| 2008      | Casado con hijos             | Josefina Errázuriz | Mega        |
| 2009      | Aquí no hay quien viva       | Nora Cifuentes     | Chilevisión |
| 2012      | Infieles                     | Fresia             | Chilevisión |
| 2014      | Familia moderna              | Abuela de Antonia  | Mega        |

## Programas de televisión
- Plato único (Canal 13, 1972)
- ¿Llamaba señora?
- A pesar de…
- Vamos a ver
- Oiga usted (Canal 13, 1972)
- Permitido
- Teatro del humor con José Vilar
- El mundo del Profesor Rossa
- Teatro en Canal 13  (1995-1998) - Varios
- Teatro en Chilevisión (2007-2010) - Varios

## Teatro
- El tiempo y los Conway de J. B. Priestley
- Cuando nos casemos de J. B. Priestley
- Martín Rivas de S. del Campo
- La casa de la noche de T. Maulnier
- El sí de las niñas de Leandro Fernández de Moratín
- Las santas mujeres de G. Roepke
- Navidad en el circo de H. Gheon
- El enfermo imaginario de Molière
- Los culpables de G. Roepke
- La casamentera de Thornton Wilder
- La loca de Chaillot de Jean Giraudoux
- Juana de Lorena de M. Anderson
- Pueblecito de A. Moock
- Un hombre de Dios de G. Marcel
- Entre gallos y medianoche de Carlos Cariola
- Esta señorita Trini de L. Heiremans y C. Barros
- Juegos silenciosos de G. Roepke
- El ángel que nos mira de Thomas Wolfe
- Los güenos versos de L. Heiremans
- Diálogos de Carmelitas de Georges Bernanos
- La pérgola de las flores de I. Aguirre y P. Flores
- La moratoria de Jorge Andrade
- Versos de ciego de L. Heiremans
- Locos de verano de G. Laferrere
- El Tony Chico de L. Heiremans
- Árbol viejo de Acevedo Hernández
- Juani se casa de William Douglas-Home
- El médico a palos de Molière
- Como en la gran ciudad de H. Letelier y P. Flores
- Pato a la naranja de William Douglas-Home
- Filomena Marturano de Eduardo De Filippo
- Mama Rosa de Fernando Debesa
- Contigo en la soledad de Eugene O’Neill
- Comedia a la antigua de N. Arbuzov
- Viejas de C. Ortega
- Arlequín servidor de dos patrones de Carlo Goldoni
- Los verdes campos del edén de Antonio Gala
- Asia y el Lejano Oriente de Isaac Chocrón
- Entreteniendo al señor Sloane de Joe Orton
- El balcón de Jean Genet
- La luminosa herida en el tiempo de Jorge Díaz
- La reencarnación de la Chimba, versión teatral de El obsceno pájaro de la noche de José Donoso
- Coronación de José Donoso

## Ópera
- La Hija del Regimiento de Donizett: "Duquesa de Krakenthorp" 1990.

## Giras
Actuó en Perú, México, España, Francia y Venezuela.

## Premios
Venezuela:
- Premio Municipal de Teatro por “El Balcón – Genet” y “Pato a la Naranja” – Home
- Premio teatral “Juana Sujo” por “El Balcón – Genet”
- Premio Municipal de Cine por “El Pez que Fuma” de Chalbaud

Chile:
- Premio “Laurel de Oro” 1966
- Premio diario “La Tercera” por “Mama Rosa” de Debesa
- Premio Melipilla por “Mama Rosa” de Debesa
- Premio Revista VEA por “Mama Rosa” de Debesa
- Gran Premio TV Revista VEA 1984
- Premio Crítica por “Comedia a la Antigua” de Arbuzov
- Premio Municipal de Arte de la Representación 2006
- Premio APES 2011 A la Trayectoria
- Premio Fearab U. de Chile 2012 por Destacada Trayectoria Profesional
- Premio Altazor 2014 a Mejor Actriz en "Coronación"
- Persona Pública Distinguida por Municipalidad de Providencia, 2017